# بوهيانما الجنوبية
بوهيانما الجنوبية (بالفنلندية: Etelä-Pohjanmaa) (بالسويدية: Södra Österbotten)، إقليم فنلندي. عاصمته مدينة سينايوكي.
يقوم اقتصاد الإقليم أساساً على النشاط الزراعي والغاباتي، مع تركيز معتدلة من الشركات الصغيرة للعمل من الخشب والمعادن والمنسوجات. أشهر أحداث الإقليم الثقافية هو بروفنسيروك، أكبر مهرجانات موسيقى الروك الفنلندية، ويعقد كل يونيو في سينايوكي.
من أماكن الزيارة «عش الشيطان» في يالاسيارفي، والكنيسة والقصر سينايوكي البلدي الذي صممه المعماري ألفار آلتو، و «كهف الذئاب» في كاريوركي حيث حفظت آثار الوجود البشري في المنطقة في فترة ما قبل العصر الجليدي الأخير.